# 東城鉦太郎
東城 鉦太郎（とうじょう しょうたろう、1865年4月6日（元治2年3月11日） - 1929年（昭和4年）6月30日）は、明治から昭和にかけての日本の画家で、主に戦争画を得意としていた。日露戦争での日本海海戦の様子を描いた連作が特に有名（三笠艦橋の図についても本項で述べる）。

## 略歴
- 江戸（東京府北豊島郡高田村雑司が谷、現在の東京都豊島区）に生まれる。
- 1882年（明治15年） - 大蔵省印刷局に勤務し、お雇いイタリア人絵師エドアルド・キヨッソーネおよび川村清雄に師事。
- 1887年（明治20年） - 東京府工芸品同進会に出品し、褒状を受ける。
- 1889年（明治22年） - 明治美術会展に出品する。後に同会会員となる。
- 1902年（明治35年） - 明治美術会解散後、師の川村清雄に二代目五姓田芳柳らを加えた巴会の結成に参加する。以後、毎年展覧会に出品した。
- 1906年（明治39年）2月 - 海軍省の命により、日露戦争海戦画を制作。
- 1910年（明治43年） - 日英博覧会開催を機に渡英している。
- 1929年（昭和4年） - 千葉県の房州で没、享年64歳。

## 三笠艦橋の図

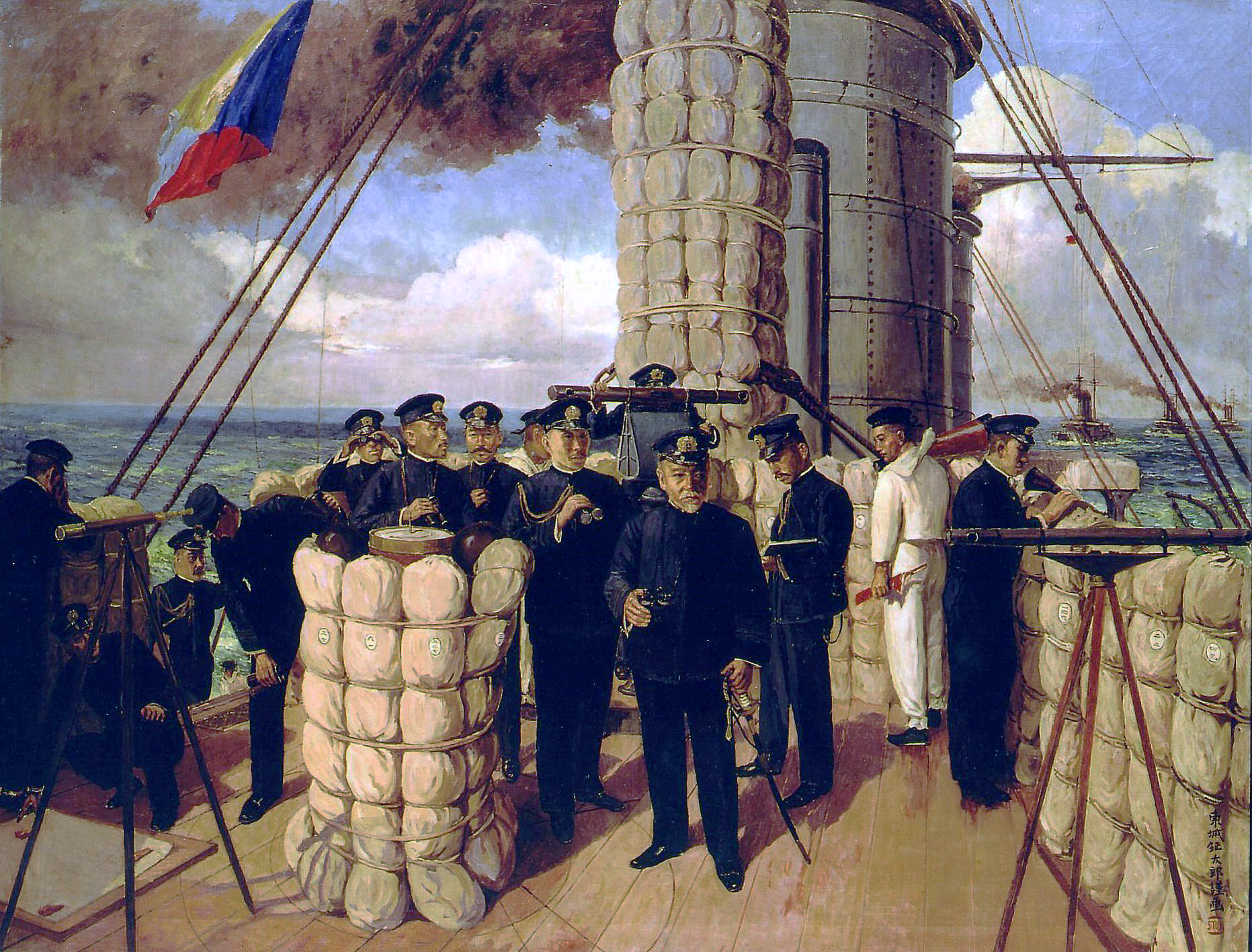
三笠艦橋の図

日本海海戦においてZ旗を掲揚した直後の連合艦隊旗艦三笠艦橋の情景を描いたもので、左上のZ旗は降ろされている時のものである。
描かれている人物は、右から伝令（伝声管に向かっている人物）の玉木信助少尉候補生（三笠の佐世保港内での爆沈事故で殉職、最終階級は海軍少尉）、同じく伝令の三浦忠一等信号兵（その後不明）、参謀の秋山真之中佐（後に海軍中将）、連合艦隊司令長官の東郷平八郎大将（後に元帥海軍大将）、測的係（測距儀を覗き軍帽だけ映っている人物）の長谷川清少尉（後に海軍大将、台湾総督）、参謀長の加藤友三郎少将（後に元帥海軍大将、海軍大臣、内閣総理大臣）、伝令の野口新蔵四等水兵（後に故郷に帰農）、砲術長の安保清種少佐（後に海軍大将、海軍大臣）、艦長の伊地知彦次郎大佐（後に海軍中将、練習艦隊司令官）、砲術長附（双眼鏡で敵艦隊を覗いている人物）の今村信次郎中尉（後に海軍中将、第三艦隊司令長官）、航海長の布目満造中佐（後に海軍中将）、参謀（階段を登っている人物）の飯田久恒少佐（後に海軍中将）、航海士（海図を前にしゃがんでいる人物）の枝原百合一少尉（後に海軍中将）、伝令の山崎厳亀少尉候補生（後に海軍大佐）となっている。
現在知られているこの絵は関東大震災で一度焼失した後に描き直されたもので、煙突の煙やハンモックの縛り方などいくつか違いがあるが、描かれている人物は変わっていない。近年、旧作では秋山真之は描かれていなかったとする著作がいくつかあるが、菊田愼典『坂の上の雲の真実』の間違った記述を確認せず採用したものである。いわゆる敵前大回頭の前後に秋山が艦橋を降りていたという証言はあるが、この場面はそれより数分前である。
画家の内田巌は本作を「明治戦争画の傑作」と評し、「当時の単なる記録としてばかりでなく、『皇国の興廃この一戦にあり』というたくましい精神を強く我々に与えるものである」と述べた。

## その他の作品
| 作品名                     | 技法           | 形状・員数 | 寸法（縦x横cm） | 所有者                             | 年代                  | 落款・印章 | 備考                           |
| -------------------------- | -------------- | ---------- | --------------- | ---------------------------------- | --------------------- | ---------- | ------------------------------ |
| 日本海海戦の図             | キャンバス油彩 |            | 60.5x230.5      | 財団法人三笠保存会                 | 1907年（明治40年）    |            |                                |
| 旅順開城                   |                |            |                 | 笠間日動美術館（山岡コレクション） | 1911年 （明治44年）   |            |                                |
| 入船                       |                |            |                 | 大阪市立美術館                     | 1917年（大正6年）     |            |                                |
| 三笠艦橋の図               | キャンバス油彩 |            | 150.8x194.3     | 財団法人三笠保存会                 | 1926年（大正15年）    |            |                                |
| 仁川沖海戦                 |                |            |                 | 徳川美術館                         |                       |            |                                |
| 凱旋観艦式                 |                |            |                 | 明治神宮聖徳記念絵画館             | 1928年（昭和3年）以前 |            |                                |
| 凱旋観艦式「明治38年」     | キャンバス油彩 |            | 139.0x128.5     | 海上自衛隊第1術科学校              | 制作年不詳            |            | 聖徳記念絵画館のものと同画題。 |
| 第一次大戦後のわか主力艦隊 |                |            |                 | 旧松本家住宅                       |                       |            |                                |
| 山村の春                   | キャンバス油彩 | 1面        | 45.4×60.4       | 東京藝術大学大学美術館             |                       |            |                                |